# Abbaye de Sankt Veit
 (octobre 2022).
Si vous disposez d'ouvrages ou d'articles de référence ou si vous connaissez des sites web de qualité traitant du thème abordé ici, merci de compléter l'article en donnant les références utiles à sa vérifiabilité et en les liant à la section « Notes et références ».
L’abbaye de Sankt Veit est une abbaye bénédictine à Neumarkt-Sankt Veit.

## Histoire
Le monastère dédié à Guy est fondé en 1121 par le noble Dietmar von Lungau à Elsenbach et en 1171 est transféré à proximité de Saint-Veitsberg, au-dessus du Rott. En 1255, le monastère reçoit le droit d'élire librement l'abbé. Vers la fin du XIVe siècle, l'abbaye est assez prospère et la construction de la nouvelle église à Sankt Veit est achevée vers 1501 du temps de l'abbé Nikolaus Humbler. Pendant la Réforme, cependant, le monastère connaît une crise, en 1556 il ne reste plus que trois moines dans le monastère. L'abbé Andreas Kirchisner est déposé. Pendant les deux abbés Andreas Sappenberger (1602-1633) et Maurus Fröschl (1633-1653), le monastère peut se relever malgré les invasions suédoises et un incendie en 1639.
Le deuxième apogée du monastère est aux XVIIe et XVIIIe siècles. Après un incendie en 1708, de grandes parties du monastère sont reconstruites. La grande célébration des 700 ans du monastère est célébrée en 1730. Cölestin Weighart, le dernier abbé du monastère, prend ses fonctions en 1795. En 1802, le monastère se dissout, le mobilier est déménagé à l'église de l'Abbaye-aux-Dames de Munich.
En 1829, les bâtiments du monastère sont la propriété du baron saxon Maximilian Speck von Sternburg et, en 1858, ils sont vendus à Maximilian von Montgelas, le fils de Maximilian von Montgelas, qui utilise les bâtiments du monastère comme château. En 1894, le directeur de la Löwenbrauerei, Anton Hertrich, acquiert le bâtiment. Son fils Otto exploite avec succès l'agrandissement de l'ancienne brasserie du monastère. La plupart des parties conventuelles est achetée pae le séminaire clérical de l'archevêque de Freising en 1934. Depuis 1952, toute la maison est sert de maison de retraite, en 1996, un nouveau bâtiment moderne est construit. Depuis 2006, l'association Altenheim Stift St. Veit GmbH est le sponsor de la maison de retraite.